# 首都客運
首都客運股份有限公司，簡稱首都客運。創立於1976年7月1日，前身為「三重市公車」，現為臺北首都客運集團旗下之公司，主要經營新北市公車、台北市聯營公車、宜蘭縣市區公車、花蓮縣市區公車及國道客運路線。

## 歷史
- 1976年7月1日，首都客運公司成立。
- 1998年6月，首都客運取得臺灣首家公車運輸業ISO9001國際認證。
- 自1999年下半年以來至2012年連續多期臺北聯營公車評鑑（一年分為上、下兩期）蟬聯服務最優的公車業者。
- 2011年1月29日，一輛臺北開往宜蘭的首都客運下午在國道五號下羅東交流道時，疑疲勞駕駛，撞上無人收費站，造成車上23名乘客受到輕傷。同年8月13日，一輛基隆開往宜蘭的首都客運下午行經國道五號頭城交流道南下出口匝道時，失控撞上護欄，所幸車上6名乘客並無傷亡，但駕駛腳掌斷裂。
- 2012年5月7日，國道5號雪山隧道南下路段因火燒車事故，首都客運宣布臺北至宜蘭 國道客運自下午二時起暫停營運[2]，次日南下班車從臺北上國道5號，到坪林交流道，經由台9線行駛到宜蘭，北上班車再行駛雪山隧道。[3]。
- 首都客運於2017年（民國106年）5月8日正式通過 ISO9001 2015版。
- 首都客運於2018年（民國107年）12月13日正式通過 BSI ISO39001。
- 因載客率不佳，「5500 台北－新竹」線於2020年（民國109年）5月1日正式停駛[4]。
- 因營運許可證已到期，「1573 基隆－捷運劍南路站」線於2023年（民國112年）7月1日由日豪客運代駛。
- 於2024年5月23日的臺北交通安全年記者會上，總經理李建文表示「行人過馬路邊聊天、滑手機會讓公車駕駛感到非常害怕，因為不曉得行人下一步會不會攻擊公車。」

## 場站資訊
資訊來源：
| 站名     | 調度路線 | 備註                       |
| -------- | --- | -------------------------- |
| 三重一站 | 62、226、662、669、橘13 |                            |
| 三重二站 | 39、539、927 |                            |
| 二重站   | 211、292、292、621、橘12 |                            |
| 新莊一站 | 99、802區間車、618、842、845、藍18 |                            |
| 新莊二站 | 235、663、藍2 |                            |
| 新莊三站 | 982、982、982、中和自立路-新店跳蛙公車 | 與同集團大都會客運共用站場 |
| 三峽一站 | 802、885、916、三峽-永寧跳蛙公車、樹林後車站-海洋公園跳蛙公車                                                                                           | 與同集團臺北客運共用站場   |
| 內湖站   | 204、民生幹線（518）、棕1、紅50、藍10、市民小巴10、內科快線1、通勤25                                                                                    |                            |
| 東園站   | 204、綠17 | 與同集團大都會客運共用站場 |
| 士林站   | 68、255、255區間車、303、303區間車、542、紅7、紅33、紅57、紅68、棕13、小15、小15區間車、小15冷水坑區間車、小16、小17、小18、小18區間車、小19、市民小巴1 | 與同集團大都會客運共用站場 |
| 南港站   | 民權幹線（紅32）、通勤29、雙園巴士 |                            |
| 南港新站 | 21、紅25、紅25區間車、南京幹線（棕9）、民權幹線（紅32）、通勤29、雙園巴士                                                                               | 充電站                     |
| 經貿站   | 21、紅25、紅25區間車、南京幹線（棕9） |                            |
| 汐止一站 | 藍36 |                            |
| 汐止二站 | 284 |                            |
| 社子站   | 2、26、536、536區間車、紅7區間車 |                            |
| 安康站   | 信義幹線（588） |                            |
| 羅東站   | 1570、1571、1572、572直達、1880、宜蘭112、宜蘭241、宜蘭281、台灣好行綠21                                                                                |                            |
| 民生站   | 307、藍10（僅休息不負責調度） | 與同集團臺北客運共用站場   |
| 板橋前站 | 307 | 與同集團臺北客運共用站場   |
| 板橋站   | 952 |                            |
| 八斗子站 | 1579、1579A、1579B |                            |
| 花蓮站   | 花蓮307 |                            |

## 圖片集

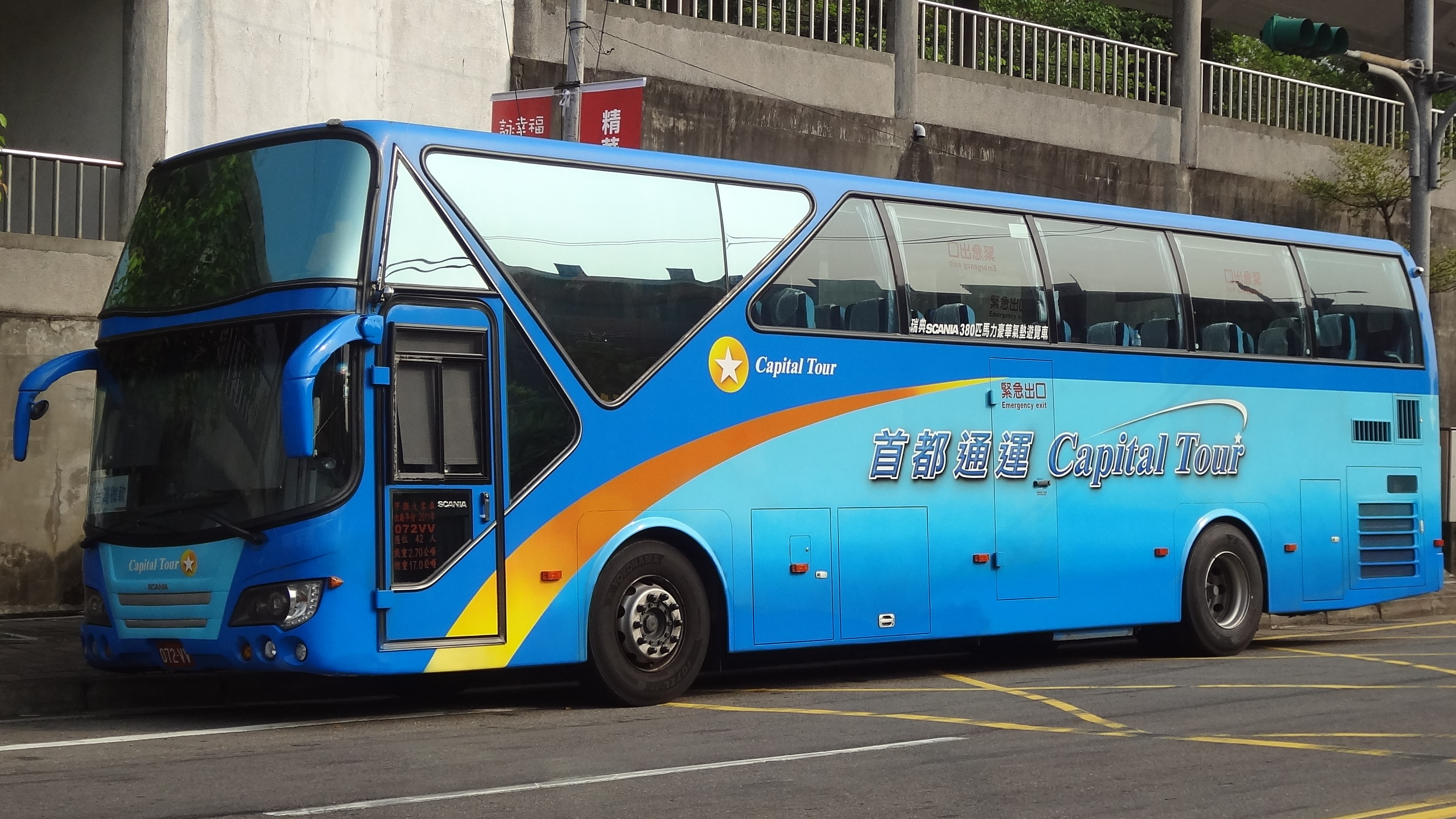
首都通運遊覽車（本車已換綠牌KKA-1577，再轉籍至子公司三重客運，再換綠牌KKB-2228）。
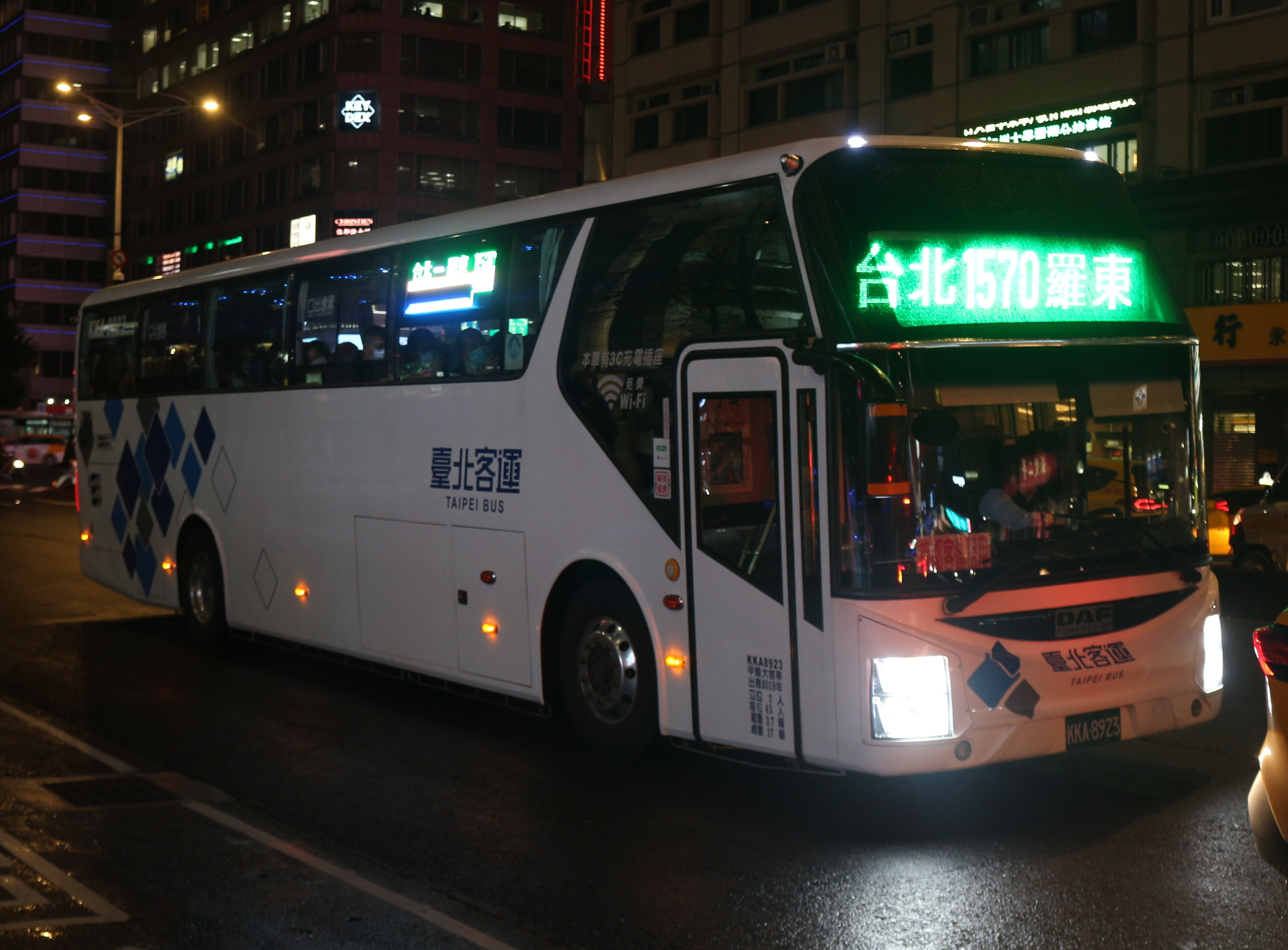
因受到2020年12月4日台灣鐵路局瑞芳至猴硐間邊坡走山意外導致台北經宜蘭往花蓮方向軌道中斷，台北市與新北市主管機關並核准業者調度市區國道用車跨區增班支援國道客運路線疏運旅客，因故首次調度台北客運行駛965的台灣嘉馬車型跨區支援同集團母公司首都客運1570等路線疏運。
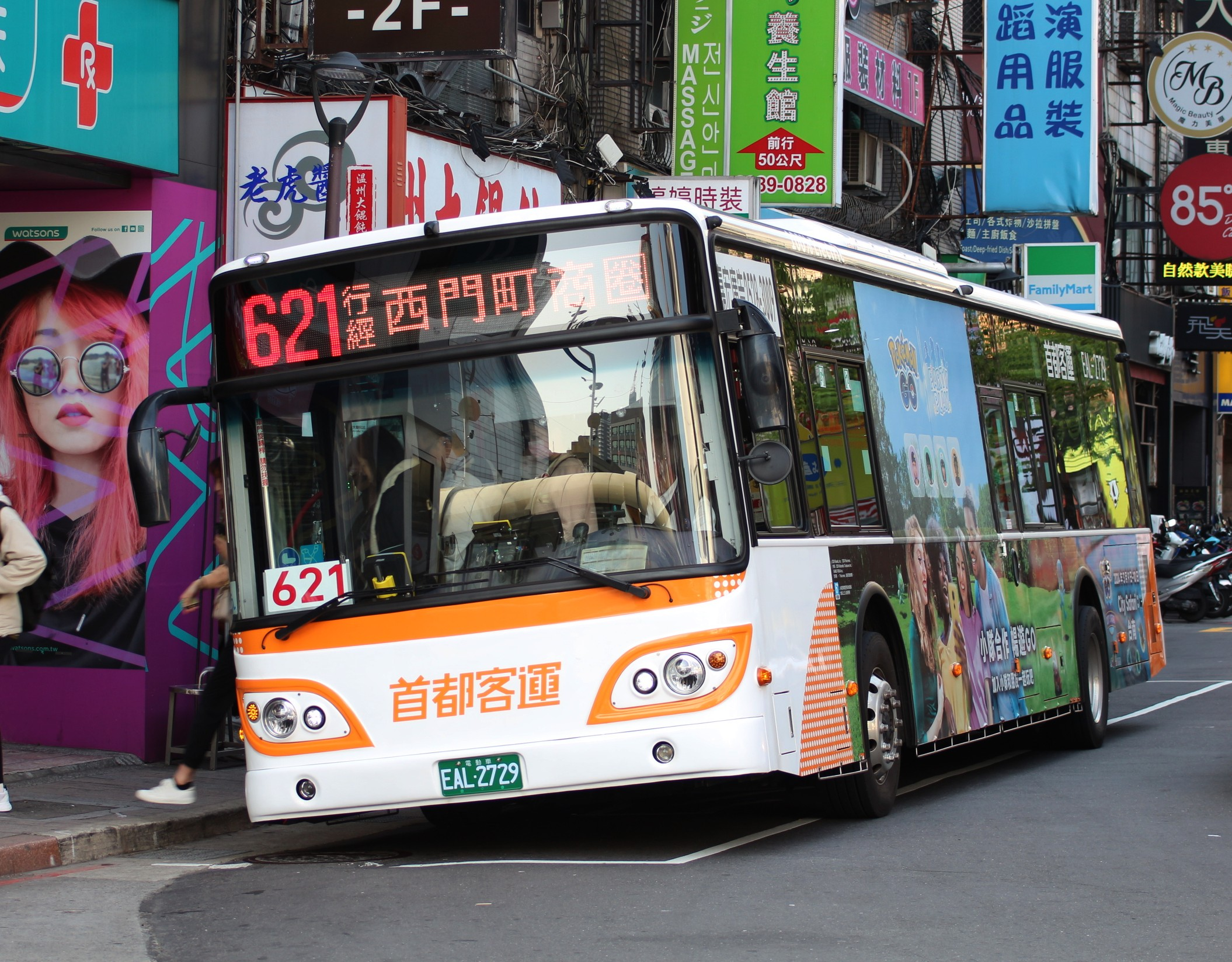
行駛聯營路線621路的EAL-2729成運純電動低地板公車，停靠公車站時，駕駛並以側傾方式提供乘客方便上下車的服務，可明顯看見車輛左側整個車身在靠站後，明顯偏高，這就是側傾方式，當然恢復行駛後，駕駛會將車輛回正到原本高度，也會由系統自動調校回正。

## 關係企業
以下企業為首都客運的子公司：
臺北首都客運集團
- 臺北客運
- 臺中客運
- 三重客運
- 大都會客運

遊覽車租貸服務
- 首都通運

車輛製造與維修
- 弘鉅汽車

## 外部連結
- 暢行台北-公車客運資訊站 （页面存档备份，存于）
- 運輸知識庫巴士交會點 （页面存档备份，存于）